# 傘福
傘福（かさふく）とは、山形県酒田市周辺で飾られるつるし飾り。笠福とも表記される。

## 歴史
発祥は定かではない。
江戸時代において酒田は米の積み出し港として栄え、北前航路（西廻り）を通じて京都との交流があったことから、北前船によって伝えられたものと考えられている。

また、1765年に酒田市の豪商・本間家3代本間光丘は、京都の祇園祭山鉾巡行に習い、山王祭りを盛大にすることによって酒田の町を活性化させようと京都の人形師に山車製作を依頼した。このとき運ばれてきた山車の上段にあった傘との関係も指摘されている。なお、この山車は酒田の亀ヶ崎城にちなんで亀鉾と呼ばれている。

## 概要
現在、かつての本間家の別館は本間美術館となっており、庄内藩の御用商人だった風間家の1対の傘福が雛壇とともに飾られている。これが傘福と桃の節句を結びつける由縁のようになっているが、本来この風習は観音堂に安産や子供の成長を願って地元の神社に納めたものであり、昔から傘の中には魂が宿るといわれ子どもが健やかに育つことを思い、また様々な願いを形にして61種類の細工が吊り下げられているといわれる。
福岡柳川のさげもん、伊豆稲取の雛のつるし飾りと結び付けられ、三大つるし飾りと呼ばれるようになった。

2006年、酒田商工会議所女性会の創立25周年の記念事業として、6000個の細工を使用した盛大な傘福製作が行われた。最大のものは直径200cmの傘の中に999個の細工をつるした高さ270cmの傘福が山王クラブに展示されている。